# Combate naval de las Islas Chincha
El Combate naval de las Islas Chincha fue una batalla naval en el mar del sur a la altura de las Islas Chincha, ocurrida el 17 de septiembre de 1818, entre la fragata española "Resolución", un buque mercante armado, al mando del Teniente de Navío de la Real Armada Francisco de Sevilla, frente al bergantín "Maipú Lanzafuego", al servicio de Chile, mandada por el marino británico John Brown. Tras un duro combate el buque chileno lleva la peor parte, y es capturado junto a otro bergatín, el "Carbonero", que intentaba huir, pero son abordados con ayuda del bergantín español "Canton".

## Los fuerzas enfrentadas
El buque comercial español "Resolución" se trata de una fragata mercante, armada para patrullar como guardacostas con 8 cañones de 12, 6 carronadas de 18, y 4 carronadas de 9. El buque Maypú Lanzafuegos se trata de un bergantín, buque de dos mástiles, estaba armado con 14 cañones de 18, y contaba con una dotación de 130 marinos, casi en su totalidad anglosajones.

## El desarrollo de la batalla naval
A las ocho de la mañana del día 17 de septiembre de 1818, a la altura de las Islas Chincha, Francisco de Sevilla comandante de la fragata mercante "Resolución", viajando en convoy bajo su mando junto al bergantín "Cantón", al mando del Alférez de Navío, Antonio González Madroño, divisan en dirección este, dos bergantines que se dirigen contra ellos. La fragata española, aprovechando el barlovento, se dirige sobre los buques avistados, pero a distancia de tiro de cañón, los bergantines arbolan bandera insurgente, y el Maipú rompe fuego con sus cañones de proa, y por su mayor velocidad se dirige al abordaje de la fragata, llevando el combate a corta distancia. El abordaje del Maipú es rechazado en dos ocasiones, el buque español maniobra acertadamente y cañonea al buque chileno, echando abajo el mástil del trinquete y la gavia, desarbolandolo, y bajo amenaza de una segunda andanada que hundiese el buque, y con la aproximación del "Cantón", que anuncia su presencia con disparos a la distancia, uno tras otro los buques chilenos se rinden y se consiguen capturar ambos bergantines insurgentes.

## Consecuencias
Se completa con éxito esta misión de patrulla para combatir el corso chileno en las costas del Pacífico. Se capturan los dos bergantines chilenos, uno de los cuales es incorporado a la armada española. Mueren en combate el segundo a bordo del buque Maipú y 26 tripulantes, hay 30 heridos, y 104 prisioneros. El buque español tuvo 4 muertos en combate y 20 heridos.